# Копа Америка у фудбалу за жене 2014.
Копа Америка у фудбалу за жене 2014. (шп. Copa América Femenina 2014), је било седмо издање Јужноамеричког женског првенства у фудбалу (сада познатог као Копа Америка Феменина) и одредила репрезентацију из Конмебола за Светско првенство у фудбалу за жене 2015. и фудбалски турнир ОИ 2016.

## Квалификације за остале турнире
Као и претходна издања, турнир је служио као квалификациони турнир Конмебола за Светско првенство у фудбалу за жене, фудбалски турнир Панамеричких игара и Олимпијски фудбалски турнир, са следећим квалификационим правилима:
- За Светско првенство у фудбалу за жене 2015. одржаним у Канади, две најбоље екипе су се директно квалификовале, а трећепласирани тим је прошао у квалификациони плеј-оф  против четвртопласираног тима Конкакафов шампионат у фудбалу за жене 2014.
- За Панамеричке игре 2015. у Канади, су се квалификовала четири најбоље пласирана тима.[6]

- За Женски фудбалски турнир на ЛОИ 2016. у Бразилу, пошто се Бразил већ аутоматски квалификовала као домаћин, најбоље рангирани тим осим Бразил се квалификовао.[7] Пошто је Бразил освојио турнир, другопласирана репрезентација Колумбије се придружила Бразилу као друга женска репрезентација из Јужне Америке на Олимпијским играма 2016.[8]

## Избор домаћина
Еквадор је потврђен као домаћин у фебруару 2014. Боливија је такође показала интересовање за домачинство турнира.

## Градови и стадиони домаћини
| Град      | Стадион                                                 | Капацитет     |
| --------- | ------------------------------------------------------- | ------------- |
| Амбато    | Стадион Бељависта                                       | 18.000        |
| Азогес    | Стадион Хорхе Андраде                                   | 15.000        |
| Куенка    | Стадион Алехандро Серано Агилар                         | 22.000        |
| Латакунга | Стадион Ла Коча                                         | 15.000        |
| Санголки  | Стадион Румињаху                                        | 7.500         |
| Лоха      | Рејна дел Сисне                                         | 14.935        |
| Кито      | Стадион Олимпико Атахуалпа Стадион Гонзало Позо Рипалда | 35.742 21.689 |
| Риобамба  | Стадион Олимпико                                        | 20.000        |

## Екипе учеснице
| Екипе учеснице | Екипе учеснице | Екипе учеснице | Екипе учеснице | Екипе учеснице |
| -------------- | -------------- | -------------- | -------------- | -------------- |
| Аргентина      | Боливија       | Бразил         | Чиле           | Колумбија      |
| Еквадор        | Парагвај       | Перу           | Уругвај        | Венецуела      |

## Прва фаза
Извлачење је одржано 22. маја 2014. Сва времена су локална ECT (UTC−5).
Тимови су били извучени у две групе од по пет тимова и играли су по кругу у оквиру својих група од 11. до 20. септембра. Два најбоља тима из сваке групе су се пласирала у финалну фазу.
Ако тимови заврше се истим бројем бодова, редослед ће бити одређен према следећим критеријумима:
1. супериорна гол разлика у свим мечевима
2. већи број постигнутих голова у свим утакмицама у групи
3. бољи резултат у мечевима између изједначених тимова
4. извлачење жреба

### Група А
| Pos | Тим       | О | П | Н | И | ГД | ГП | ГР | Бод. | Qualification                         |
| --- | --------- | - | - | - | - | -- | -- | -- | ---- | ------------------------------------- |
| 1   | Колумбија | 4 | 4 | 0 | 0 | 10 | 1  | +9 | 12   | Финална фаза и Панамеричке игре 2015. |
| 2   | Еквадор   | 4 | 2 | 0 | 2 | 3  | 3  | 0  | 6    | Финална фаза и Панамеричке игре 2015. |
| 3   | Уругвај   | 4 | 2 | 0 | 2 | 5  | 9  | −4 | 6    |                                       |
| 4   | Венецуела | 4 | 1 | 1 | 2 | 4  | 6  | −2 | 4    |                                       |
| 5   | Перу      | 4 | 0 | 1 | 3 | 1  | 4  | −3 | 1    |                                       |

| Уругвај          | 1 : 3    | Венецуела                                                         |
| ---------------- | -------- | ----------------------------------------------------------------- |
| Лурдес Виана 42’ | Извештај | Јусмери Асканио 9’ · Габриела Гарсија 23’ · Даниуска Родригез 71’ |

| Еквадор           | 1 : 0    | Перу |
| ----------------- | -------- | ---- |
| Адријана Баре 84’ | Извештај |      |

| Колумбија                                                                | 4 : 0    | Уругвај |
| ------------------------------------------------------------------------ | -------- | ------- |
| Леди Андраде 6’ · Натали Ариас 58’ · Лејси Сантос 69’ · Диана Оспина 90’ | Извештај |         |

| Еквадор          | 1 : 0    | Венецуела |
| ---------------- | -------- | --------- |
| Ерика Васкез 30’ | Извештај |           |

| Колумбија                                                                       | 4 : 1    | Венецуела            |
| ------------------------------------------------------------------------------- | -------- | -------------------- |
| Хорели Ринкон 15’ · Мелиса Ортин 40’ · Орианика Веласкез 65’ · Лора Косме 90+1’ | Извештај | Габриела Гарсија 78’ |

| Уругвај                                  | 2 : 1    | Перу             |
| ---------------------------------------- | -------- | ---------------- |
| Мариана Пион 30’ · Памела Гонзалез 90+2’ | Извештај | Емили Флорес 14’ |

| Венецуела | 0 : 0    | Перу |
| --------- | -------- | ---- |
|           | Извештај |      |

| Еквадор | 0 : 1    | Колумбија         |
| ------- | -------- | ----------------- |
|         | Извештај | Татјана Ариза 60’ |

| Колумбија         | 1 : 0    | Перу |
| ----------------- | -------- | ---- |
| Јорели Ринкон 39’ | Извештај |      |

| Еквадор              | 1 : 2    | Уругвај                                |
| -------------------- | -------- | -------------------------------------- |
| Хианина Латанзио 87’ | Извештај | Памела Гонзалез 7’ · Јамила Бадељ] 56’ |

### Група Б
| Pos | Тим       | О | П | Н | И | ГД | ГП | ГР  | Бод. | Qualification                         |
| --- | --------- | - | - | - | - | -- | -- | --- | ---- | ------------------------------------- |
| 1   | Бразил    | 4 | 3 | 0 | 1 | 12 | 3  | +9  | 9    | Финална фаза и Панамеричке игре 2015. |
| 2   | Аргентина | 4 | 3 | 0 | 1 | 9  | 1  | +8  | 9    | Финална фаза и Панамеричке игре 2015. |
| 3   | Парагвај  | 4 | 2 | 0 | 2 | 14 | 9  | +5  | 6    |                                       |
| 4   | Чиле      | 4 | 2 | 0 | 2 | 6  | 5  | +1  | 6    |                                       |
| 5   | Боливија  | 4 | 0 | 0 | 4 | 2  | 25 | −23 | 0    |                                       |

| Аргентина | 0 : 1    | Чиле               |
| --------- | -------- | ------------------ |
|           | Извештај | Франциска Лара 47’ |

| Бразил                                                                         | 6 : 0    | Боливија |
| ------------------------------------------------------------------------------ | -------- | -------- |
| Формига 19’, 73’ · Андреса Алвес 30’ · Дарлен 51’ · Таиса 84’ · Фабијана 90+2’ | Извештај |          |

| Боливија | 0 : 6    | Аргентина                                                                              |
| -------- | -------- | -------------------------------------------------------------------------------------- |
|          | Извештај | Фабијана Ваљехос 50’, 72’ · Флоренсија Бонсегундо 54’ · Мариана Ларокете 62’, 77’, 87’ |

| Парагвај      | 1 : 4    | Бразил                                                   |
| ------------- | -------- | -------------------------------------------------------- |
| Ана Флеита 9’ | Извештај | Андреса Алвес 35’ · Кристијана 45+5’, 56’ · Фабијана 57’ |

| Чиле                                                                 | 3 : 0    | Боливија |
| -------------------------------------------------------------------- | -------- | -------- |
| Франциска лара 26’ (пен.) · Карла Гереро 61’ · Данијела Замора 90+2’ | Извештај |          |

| Аргентина          | 1 : 0    | Парагвај |
| ------------------ | -------- | -------- |
| Микаела Кабрера 9’ | Извештај |          |

| Боливија             | 2 : 10   | Парагвај |
| -------------------- | -------- | --- |
| Ханет Морон 43’, 85’ | Извештај | Ребека фернандез 10’, 77’, 81’, 90+1’ · Вероника Риверос 35’ · Лурдес Ортиз 44’, 89’ · Дулсе Квинтана 65’ · Хесика Мартинез 75’, 84’ |

| Чиле | 0 : 2    | Бразил                                         |
| ---- | -------- | ---------------------------------------------- |
|      | Извештај | Морине Дорнељес Гонсалвес 22’ · Кристијана 49’ |

| Парагвај                                                    | 3 : 2    | Чиле                                    |
| ----------------------------------------------------------- | -------- | --------------------------------------- |
| Лурдес Ортиз 15’ · Дулсе Квинтана 78’ · Хесика Мартинез 85’ | Извештај | Франциска Лара 47’ · Фернанда Араја 72’ |

| Бразил | 0 : 2    | Аргентина                                        |
| ------ | -------- | ------------------------------------------------ |
|        | Извештај | Алдана Комети 23’ · Естефанија Банини 73’ (пен.) |

## Финална фаза
Четири тима су играла један против другог од 24. до 28. септембра. Бразил и Колумбија су се директно пласирали на Светско првенство у фудбалу за жене 2015, док је Еквадор прошао у интерконтинентални плеј-оф против екипе из Конкакафа, који је на крају успео да се квалификује. Колумбија се такође квалификовала за женски турнир на Летњим олимпијским играма 2016. Сва четири тима такође су се квалификовала за женски турнир на Панамеричким играма 2015.

| Pos | Тим       | О | П | Н | И | ГД | ГП | ГР  | Бод. | Qualification                    |
| --- | --------- | - | - | - | - | -- | -- | --- | ---- | -------------------------------- |
| 1   | Бразил    | 3 | 2 | 1 | 0 | 10 | 0  | +10 | 7    | СП 2015. и Олимпијске игре 2016. |
| 2   | Колумбија | 3 | 1 | 2 | 0 | 2  | 1  | +1  | 5    | СП 2015. и Олимпијске игре 2016. |
| 3   | Еквадор   | 3 | 1 | 0 | 2 | 4  | 8  | −4  | 3    | плеј-оф Конкакаф–Конмебол        |
| 4   | Аргентина | 3 | 0 | 1 | 2 | 2  | 9  | −7  | 1    |                                  |

1. ↑  И Бразил (као домаћин) и Колумбија (као најбољи тим осим Бразила) су се квалификовали за Олимпијске игре 2016..

| Колумбија | 0 : 0    | Аргентина |
| --------- | -------- | --------- |
|           | Извештај |           |

| Бразил                                                                   | 4 : 0    | Еквадор |
| ------------------------------------------------------------------------ | -------- | ------- |
| Кристијана 14’, 17’ · Морин Дорнељес Гонсављес 37’ · Ракел Фернандез 87’ | Извештај |         |

| Колумбија                              | 2 : 1    | Еквадор              |
| -------------------------------------- | -------- | -------------------- |
| Исабела Ечевеи 12’ · Јорели Ринкон 55’ | Извештај | Гианина Латанзио 86’ |

| Бразил | 6 : 0    | Аргентина |
| --- | -------- | --------- |
| Кристијана 32’ · Андреса Алвес 36’ · Морин Дорнељес Гонсављес 58’ · Тајла Переира дос Сантос 66’ · Тамирес Касиа Диас Гомес 71’ · Ракел Фернандез 84’ | Извештај |           |

| Аргентина                                       | 2 : 3    | Еквадор                                                         |
| ----------------------------------------------- | -------- | --------------------------------------------------------------- |
| Естефаниа Банини 25’ · Флоренсиа Бонсегундо 30’ | Извештај | Карина каиседо 36’ · Ингрид Родригез 60’ · Гианина Латанзио 77’ |

| Колумбија | 0 : 0    | Бразил |
| --------- | -------- | ------ |
|           | Извештај |        |

## Признања
- Најбољи голгетер:  Кристијана (6. голова)[14]
- Фер−плеј:  Аргентина[14]

### Квалификовани тимови за Олимпијске игре
Следеће две екипе из Конмебола су се квалификовале за Олимпијски фудбалски турнир.
| Екипа     | Квалификовали се    | Претходни наступи1               |
| --------- | ------------------- | -------------------------------- |
| Бразил    | 2. октобар 2009.    | 5 (1996, 2000, 2004, 2008, 2012) |
| Колумбија | 28. септембар 2014. | 1 (2012)                         |

1 Подебљано означава шампиона за ту годину. Курзив означава домаћина за ту годину.

## Статистика

### Голгетерке
6. голова
- Кристијана

4. голова
- Ребека Фернандез

### Финална табела
| Поз                      | Екипа     | Ута | Поб | Нер | Изг | ГД | ГП | ГР  | Бод |
| ------------------------ | --------- | --- | --- | --- | --- | -- | -- | --- | --- |
| 1                        | Бразил    | 7   | 5   | 1   | 1   | 22 | 3  | +19 | 16  |
| 2                        | Колумбија | 7   | 5   | 2   | 0   | 12 | 2  | +10 | 17  |
| 3                        | Еквадор   | 7   | 3   | 0   | 4   | 7  | 11 | −4  | 9   |
| 4                        | Аргентина | 7   | 3   | 1   | 3   | 11 | 10 | +1  | 10  |
| Елиминисане у првој фази |           |     |     |     |     |    |    |     |     |
| 5                        | Парагвај  | 4   | 2   | 0   | 2   | 14 | 9  | +5  | 6   |
| 6                        | Чиле      | 4   | 2   | 0   | 2   | 6  | 5  | +1  | 6   |
| 7                        | Уругвај   | 4   | 2   | 0   | 2   | 5  | 9  | −4  | 6   |
| 8                        | Венецуела | 4   | 1   | 1   | 2   | 4  | 6  | −2  | 4   |
| 9                        | Перу      | 4   | 0   | 1   | 3   | 1  | 4  | −3  | 1   |
| 10                       | Боливија  | 4   | 0   | 0   | 4   | 2  | 25 | −23 | 0   |